# Francisco de Castro (autor)
Francisco de Castro (Madrid, 1672 - íd. 2 de octubre de 1713), autor dramático y actor español.

## Biografía
Apodado "Farruco", Francisco de Castro fue uno de los últimos entremesistas del Teatro Barroco, además de un famoso comediante que trabajó en las compañías de la Corte desde finales del siglo XVII hasta su muerte. Hizo, sobre todo, papeles de gracioso y de barba, alcanzando con ellos una gran fama, que le valió, en ocasiones, poder actuar ante los reyes. Y así escribió el reverendo padre Fernando de la Cuesta y Arango en la "Censura" de un volumen de sus entremeses lo siguiente:
El celebrado Farruco, cuyo alado gracejo aun hoy le hace exequias el recuerdo, y perpetuamente se las harà en sus memorias el buen gusto cortesano, acordándose de un genio tan cabalmente festivo, que fue gracioso en el dicho y en el hecho, siendo muy raro el que lo es en hecho y dicho.

## Obras
La obra de Castro es una de las más extensas entre los autores de teatro breve. Se compone de treinta y ocho entremeses, once mojigangas y fines de fiesta, cinco bailes y una loa. Es interesante, sobre todo, la inclusión en sus piezas breves de elementos populares, como los gigantones. También destaca la presencia continua del gracioso gallego, papel que él mismo desempeñaba. Títulos importantes son Francisco, ¿qué tienes?, Los chirlos mirlos, La burla del sombrero, El antojo de la gallega, Las figuras, El vejete enamorado, El reto y La fantasma.